# Ceratobunellus philippinus
Ceratobunellus philippinus is een hooiwagen uit de familie Sclerosomatidae.